# Perfectionist
Perfectionist ist das Debütalbum der britischen Sängerin Natalia Kills. Es wurde am 1. April 2011 in Deutschland von ihrem Musiklabel Cherrytree Records veröffentlicht.

## Hintergrund
Kill begann mit den Arbeiten an ihrem Debütalbum kurz nach dem Vertragsabschluss mit will.i.ams Label Will.i.am Music Group, der auch als Executive Producer für das Album fungierte. Der Vertragsabschluss kam zustande, als der Blogger Perez Hilton ein Demo von ihr auf seiner Website veröffentlichte und Natalia Kills, damals noch unter dem Künstlernamen Natalia Cappuccini aktiv, anschließende mehrere Millionen Aufrufe auf ihrer Myspace-Seite versammelte. Sie wurde nach Los Angeles eingeladen, wo will.i.am selbst sie unter Vertrag nahm. Mit der Vertragsunterzeichnung kam auch der Namenswechsel. Obwohl es sich bei Perfectionist um ihr eigentliches Debütalbum handelte, hatte sie vorher bereits die Online-EP Womannequin im Eigenverlag veröffentlicht.
Kills arbeitete auf ihrem Album mit erfahrenen Produzenten wie Fernando Garibay, Martin Kierszenbaum und Theron Feemster zusammen. Außerdem war Akon Koproduzent von Mirrors. Jeff Bhasker war als Toningenieur und Songwriter tätig. Die Lieder wurden überwiegend in den Cherrytree Recording Studios und den Enormous Studios (dem Hausstudio von Bhasker) aufgenommen. Ausnahmen sind Break You Hard und Superficial, die in American Dream produziert wurde. Wonderland zum Teil ebendort, allerdings auch im The Hive. Kills nahm außerdem Love Is a Suicide und Broke in den Paradise Studios, Mirrors in den Chalice Recording Studios und If I Was God im The Boom Boom Room auf.
Das Album erschien am 1. April 2011 und zunächst nur in den deutschsprachigen Ländern Deutschland, Österreich und der Schweiz, wo sie auch ihre höchsten Charterfolge feiern sollte, über Universal Music. In ihrer Wahlheimat, den Vereinigten Staaten, erschien es am 16. August und im Vereinigten Königreich erst über einen Monat später, am 19. September.

## Singleauskopplungen
Bereits am 21. September 2009 erschien die erste Single Zombie, die Spannung auf das Album wecken sollte. Doch die Arbeiten am Album dauerten länger. So erschien das dazugehörige Video erst am 16. März des darauffolgenden Jahres. Die zweite Single Activate My Heart wurde dem Album nicht beigefügt.
Am 10. August 2010 erschien mit Mirrors eine weitere Singleauskopplung aus dem Album. Diese war die Hauptsingle und erreichte diverse Chartplatzierungen, insbesondere in Deutschland, Österreich und der Schweiz.
Am 24. Juni 2011 wurde schließlich die vierte Single ausgekoppelt, ein Remix des Songs Free, der mit will.i.am als Gastrapper entstand.
Neben den Singles wurde eine Webserie namens Love, Kills xx mit insgesamt acht rund fünfminütigen Episoden gestartet, bei denen Natalia Kills selbst sowie Guillaume Doubet Regie führten. Kills als Protagonist erlebt dort haarsträubende Szenen, in denen sie einen Mann mit einem Revolver bedroht oder einen Streit mit ihrem Freund mit dem Baseballschläger austrägt. Diese Videos erschienen über Vevo und YouTube. Ebenso tourte die Künstlerin durch Europa und Nordamerika.

## Musik und Konzept
Perfectionist ist als Konzeptalbum über den Perfektionismus gedacht. Kills selbst sieht sich als Perfektionistin und ist der Überzeugung, dass ein jeder auf seine Art nach Perfektion strebt. Den Zwiespalt zwischen den eigenen Träumen und der Realität versucht sie mit diesem Album abzubilden. Eine weitere Hauptinspirationsquelle ist die vornehmlich weibliche Fixierung auf Mode. Die Texte sind absichtlich rechthaberisch und konfrontativ gehalten. Dabei verwendet Kills comichafte Züge und viele Metaphern.

“It’s definitely a concept album: all the songs revolve around my ambition, celebrations, frustration and disappointments of being a perfectionist. I think we're all perfectionists – we’re all looking for the best to fulfil our ideologies and dreams.”

„Es ist zweifellos ein Konzeptalbum: alle Lieder beziehen sich auf meinen Ehrgeiz, meine Freude, meine Frustrationen und Enttäuschungen, die daraus resultieren, das ich mich als Perfektionist sehe. Ich denke, wir sind alle Perfektionisten – wir versuchen alle unsere Ideologien und Träume zu verwirklichen.“

Den Stil ihres Albums bezeichnet sie als „Dark Pop“. Die betrifft allerdings in erster Linie die Texte, die sie selbst mit Alanis Morissette und Kate Bush vergleicht. Sie handeln von gescheiterten Beziehungen, Hin- und Selbstaufgabe, sowie dem Streben nach Perfektion in jedweder Form. Aber auch über persönliche Probleme und falsche Entscheidungen, die uns auch stärker machen können.
Auch wenn sie sich selbst gerne mit Morrissette, Bush und Fever Ray vergleicht und diese als Vorbilder ansieht, so ist ihre Musik doch wesentlich simpler gehalten. Sie ist clubtauglich und bewegt sie sich überwiegend im Synth Pop unterlegt mit diversen härteren Hip-Hop-Beats. Dabei verwendet sie viele Elemente, die bereits von Künstlern wie Kesha, Rihanna und Nelly Furtado bekannt sind, so beispielsweise Auto-Tune und Electro-R&B.
Ihr Stil wird meist mit Lady Gaga verglichen, insbesondere auch da ihr Produzententeam ebenfalls schon mit dieser Künstlerin zusammengearbeitet hatte und so auch der Sound ziemlich ähnlich sei. Sie wird aber auch mit verschiedenen Künstlern für die sie bereits eröffnete, so zum Beispiel mit Ke$ha, Kelis, Robyn sowie Katy Perry verglichen.

## Titelliste
Die Titelliste wurde am 12. August 2010 bekannt gegeben. Die offizielle Titelliste wurde am 12. März 2011 von Amazon bekannt gegeben.
| #   | Titel                 | Songschreiber                                              | Produzenten                                                           | Länge |
| --- | --------------------- | ---------------------------------------------------------- | --------------------------------------------------------------------- | ----- |
| 1.  | Perfection            | Natalia Kills                                              | Martin "Cherry Cherry Boom Boom Kierszenbaum"                         | 0:32  |
| 2.  | Wonderland            | Natalia Kills, Michael Warren                              | "The Ron" Feemster                                                    | 3:11  |
| 3.  | Free                  | Natalia Kills, Jeff Bhasker, Scott Mescudi, Dion Wilson    | Jeff Bhasker (& Dion 'No I.D.' Wilson)                                | 3:57  |
| 4.  | Break You Hard        | Natalia Kills, "The Ron" Feemster                          | "The Ron" Feemster                                                    | 4:22  |
| 5.  | Zombie                | Natalia Kills, Jeff Bhasker                                | Jeff Bhasker                                                          | 3:19  |
| 6.  | Love is a Suicide     | Natalia Kills, Fernando Garibay, Michael Warren            | Fernando Garibay                                                      | 3:57  |
| 7.  | Mirrors               | Natalia Kills, Martin Kierszenbaum, Akon, Giorgio Tuinfort | Akon, Martin "Cherry Cherry Boom Boom" Kierszenbaum, Giorgio Tuinfort | 3:16  |
| 8.  | Not in Love           | Natalia Kills, Martin Kierszenbaum                         | Martin "Cherry Cherry Boom Boom" Kierszenbaum                         | 3:23  |
| 9.  | Acid Annie            | Natalia Kills, Martin Kierszenbaum                         | Martin "Cherry Cherry Boom Boom" Kierszenbaum                         | 3:37  |
| 10. | Superficial           | Natalia Kills, "The Ron" Feemster                          | "The Ron" Feemster                                                    | 3:17  |
| 11. | Broke                 | Natalia Kills, Fernando Garibay, Michael Warren            | Fernando Garibay                                                      | 4:08  |
| 12. | Heaven                | Natalia Kills, Jeff Bhasker                                | Jeff Bhasker                                                          | 4:49  |
| 13. | Nothing Lasts Forever | Natalia Kills, Jeff Bhasker                                | Jeff Bhasker                                                          | 3:30  |
| 14. | If I Was God          | Natalia Kills, "The Ron" Feemster                          | "The Ron" Feemster                                                    | 4:43  |

### Bonusmaterial

#### iTunes Bonustitel
| #   | Titel                                          | Songschreiber | Produzenten                                            | Länge |
| --- | ---------------------------------------------- | ------------- | ------------------------------------------------------ | ----- |
| 15. | Mirrors (Live at the Cherrytree House)         | Natalia Kills | Kills, Akon, Cherry Cherry Boom Boom, Giorgio Tuinfort | 3:45  |
| 16. | Zombie (Kleerup Remix)                         | Natalia Kills | Kills, Jeff Bhasker                                    | 4:03  |
| 17. | Mirrors (Tonka Dynamix)                        | Natalia Kills | Kills, Akon, Cherry Cherry Boom Boom, Giorgio Tuinfort | 5:41  |
| 18. | Mirrors (Live at the Cherrytree House) (Video) | Natalia Kills | Kills, Akon, Cherry Cherry Boom Boom, Giorgio Tuinfort | 3:45  |

## Coverabbildung
Das Albumcover zeigt Natalia Kills in schwarzer Bekleidung vor einem grauen Hintergrund. Auf ihren Gesicht ist ein roter Streifen, auf dem in weißer Schrift der Albumtitel "Perfectionist" steht. Das Albumcover ist eine Anspielung auf die Konzeptkünstlerin Barbara Kruger.

## Rezeption
Das Album wurde überwiegend negativ bewertet. Es wäre zu sehr gewollt und ziele im Gegensatz zu ihrem Frühwerk als Rapperin Verbalicious auf einen übersättigten Mainstream-Popmarkt. Bemängelt wurde vor allem die fehlende Abgrenzung zu anderen Künstlern ähnlicher Genres und die damit einhergehende Beliebigkeit. Zwar würde ab und an eine gewisse Eigenständigkeit erkennbar sein, da sie ihre Lieder überwiegend selbst schreibe und ein paar der Lieder, wie Zombie durchaus ungewöhnlich sind, doch wäre dies doch eher die Ausnahme. So schrieb Mara Weckler von Laut.de:

„Offen bleibt trotzdem die Frage, ob das für einen länger währenden Erfolg ausreicht. Natalia Kills mag zwar ihre Songs selbst schreiben, eine nette Stimme besitzen und obendrein ordentlich Sexappeal und Extravaganz. Für die Coolness einer Lady Gaga fehlt ihr dabei aber vor allem die Selbstironie.“

## Charts und Chartplatzierungen
Das Lied Mirrors wurde am 10. August 2010 als erste Single des Albums ausgekoppelt, welche die Top Ten in den deutschen Charts erreichte. Am 4. April 2011 wird Wonderland als zweite Single veröffentlicht. Das Album erreichte die Top 50 der deutschen Albumcharts sowie Platz 134 in den Billboard 200. In ihrem Heimatland Großbritannien erschien das Album sehr spät und verfehlte die Charts. Insgesamt bleib das Album hinter seinen Erwartungen zurück, insbesondere in den Vereinigten Staaten, wo sie gerade mal 14.000 Exemplare absetzen konnte.

### Album
| ChartsChartplatzierungen       | Höchstplatzierung | Wochen |
| ------------------------------ | ----------------- | ------ |
| Deutschland (GfK)              | 50 (3 Wo.)        | 3      |
| Österreich (Ö3)                | 35 (8 Wo.)        | 8      |
| Schweiz (IFPI)                 | 94 (1 Wo.)        | 1      |
| Vereinigte Staaten (Billboard) | 134 (1 Wo.)       | 1      |

### Singleauskopplungen
| Jahr | Titel             | Höchstplatzierung, Gesamtwochen, AuszeichnungChartplatzierungen (Jahr, Titel, , Platzierungen, Wochen, Auszeichnungen, Anmerkungen) | Höchstplatzierung, Gesamtwochen, AuszeichnungChartplatzierungen (Jahr, Titel, , Platzierungen, Wochen, Auszeichnungen, Anmerkungen) | Höchstplatzierung, Gesamtwochen, AuszeichnungChartplatzierungen (Jahr, Titel, , Platzierungen, Wochen, Auszeichnungen, Anmerkungen) | Anmerkungen                           |
| Jahr | Titel             | DE | AT | CH | Anmerkungen                           |
| ---- | ----------------- | --- | --- | --- | ------------------------------------- |
| 2010 | Mirrors           | DE10 Gold · (21 Wo.)DE | AT7 (20 Wo.)AT | CH52 (6 Wo.)CH | Erstveröffentlichung: 10. August 2010 |
| 2011 | Wonderland        | DE45 (4 Wo.)DE | AT55 (2 Wo.)AT | — | Erstveröffentlichung: 12. April 2011  |
| 2011 | Free              | DE15 Gold · (19 Wo.)DE | AT4 (17 Wo.)AT | — | Erstveröffentlichung: 28. Juni 2011   |
| 2012 | Kill My Boyfriend | — | — | — | Erstveröffentlichung: 2012            |